# Subspace Rhapsody
"Subspace Rhapsody" é o nono episódio da segunda temporada da série de ficção científica estadunidense Star Trek: Strange New Worlds. É o décimo nono episódio geral da série e foi lançado mundialmente na Paramount+ em 3 de agosto de 2023. Foi escrito por Dana Horgan e Bill Wolkoff, e dirigido por Dermott Downs. Strange New Worlds se passa no século XXIII e acompanha as aventuras da tripulação da nave estelar USS Enterprise. Neste episódio, uma anomalia subespacial faz a tripulação da Enterprise começar a cantar sobre seus sentimentos como se estivessem em um filme musical, ameaçando a convivência entre os tripulantes.
A ideia para um episódio musical de Star Trek foi discutida por alguns anos até os produtores decidirem produzir um na segunda temporada de Strange New Worlds. "Subspace Rhapsody" foi o primeiro episódio musical da franquia. Os roteiristas se inspiraram no episódio de "Once More, with Feeling" de Buffy the Vampire Slayer, procurando fazer com que as músicas avançassem os arcos dos personagens. Eles também trabalharam junto com os compositores Tom Polce e Kay Hanley, que escreveram as canções originais. Downs trabalhou com o coreógrafo Roberto Campanella e outros membros da equipe para criarem os números musicais.
"Subspace Rhapsody" foi anunciado em julho de 2023 durante a San Diego Comic-Con. Foi estimado que teve bons números de audiência e foi muito bem recebido pela crítica especializada, que elogiou como os aspectos musicais foram usados para explorar os arcos dos personagens, a qualidade das canções e por como estas usaram as diferentes capacidades de cada membro do elenco, com destaque especial para Celia Rose Gooding. Um álbum com a trilha sonora do episódio foi lançado e teve um bom desempenho comercial. "Subspace Rhapsody" também foi indicado ao Prêmio Hugo de Melhor Apresentação Dramática, Forma Curta.

## Enredo
O tenente James T. Kirk, recém promovido à primeiro oficial da USS Farragut, visita a USS Enterprise para acompanhar a comandante Una Chin-Riley. A alferes Nyota Uhura, enquanto realiza experimentos com uma "fissura subespacial", transmite uma gravação da canção "Anything Goes". A fissura produz um "campo de improbabilidade" que faz com que o tenente Spock e o resto da tripulação comecem a cantar sobre seus sentimentos como se estivessem em um filme musical ("Status Report").
Una e Kirk cantam um dueto em que ela aconselha ele à ser verdadeiro consigo mesmo ("Connect to Your Truth"). A tenente La'An Noonien-Singh, que antes teve um relacionamento com uma versão alternativa de Kirk durante uma viagem no tempo, vê os dois e começa a cantar sobre potencialmente abrir seu coração para ele ("How Would That Feel"). Ela percebe que os tripulantes começam a cantar quando se sente sobrecarregados com emoção, contando isto ao capitão Christopher Pike e lhe avisando que o campo de probabilidade representa um risco de segurança. Pike inicialmente não fica muito preocupado, mas muda de ideia depois dele e sua namorada, a capitão Marie Batel, cantarem sobre seu relacionamento em frente da tripulação ("Private Conversation"). Una depois canta para La'An sobre manter segredos e encorajando-a a se abrir com Kirk ("Keeping Secrets").
Spock e Uhura tentam provocar um incidente de canto para que possam analisá-lo. Eles veem a enfermeira Christine Chapel celebrando no bar da Enterprise, pois acabou de ser aceita para uma prestigiosa bolsa de estudos que a levará para longe da nave. Spock, que estava em um relacionamento com Chapel, pergunta porque ela não lhe contou sobre a notícia, com Chapel cantando que decidiu priorizar a bolsa sobre o relacionamento deles (I'm Ready"). Spock fica magoado e depois canta para Uhura sobre seu término com Chapell ("I'm the X"). Uhura fica sozinha e canta sobre sua solidão pessoal e como ela une toda a tripulação como oficial de comunicações ("Keep Us Connected").
La'An voluntariamente confessa seus sentimentos a Kirk, porém ele, apesar de reconhecer uma conexão entre os dois, revela que está em um relacionamento com uma mulher chamada Carol Marcus, que está grávida. Uhura, após analisar as canções mais recentes, determina que um grande número final e animado criará energia suficiente para fechar o campo de improbabilidade. Ela encoraja toda a tripulação a cantar sobre o prazer que sentem trabalhando juntos, brevemente interrompidos por uma nave klingon cujos tripulantes cantam sobre seus sonhos de matarem oficiais da Frota Estelar ("We Are One"). O campo de improbabilidade desaparece ao final da canção.

## Produção
O produtor executivo Alex Kurtzman discutiu pela primeira vez a possibilidade de um episódio musical de Star Trek em julho de 2020, acreditando que a ideia poderia ser explorada em Star Trek: Short Treks. O produtor executivo Akiva Goldsman, enquanto trabalhava em Star Trek: Picard, tentou um episódio musical depois de descobrir que o produtor executivo Michael Chabon conhecia o compositor Lin-Manuel Miranda. Goldsman depois foi trabalhar em Star Trek: Strange New Worlds junto com o produtor executivo Henry Alonso Myers, que tinha trabalhado anteriormente em episódios musicais nas séries Ugly Betty e The Magicians, novamente tentando produzir um episódio musical. Myers achou que era muito cedo fazer um na primeira temporada, mas concordaram em tentar um na segunda temporada depois do roteirista Bill Wolkoff ter apresentado uma "ideia maluca" que Myers achou interessante. Goldsman admitiu que não sabia nada sobre a produção de um musical apesar de ser um fã do gênero. Myers sabia das dificuldades por causa de suas experiências anteriores e assim começou a entrar em contato com possíveis compositores aproximadamente seis meses antes da produção do episódio começar.

### Roteiro
Os roteiristas primeiro estabeleceram os arcos dos personagens para a temporada completa antes de estabeleceram o enredo e estilo de cada episódio, assim sabiam de onde os personagens estavam vindo quando começaram a trabalhar no nono episódio da temporada, bem como o que precisavam passar e para onde estavam indo. Eles planejaram que todos os arcos de personagem da temporada culminassem no nono episódio, com Myers achando que a ideia do musical combinava com os planos para os personagens. Goldsman disse que "nós decidimos que também seria um musical e, de um jeito estranho, isso melhorou tudo. Tínhamos obrigações com as histórias desses personagens. Eles iriam cantar!" A proposta de Wolkoff para o episódio era que a USS Enterprise encontraria um "campo de improbabilidade" que criaria uma realidade onde os personagens seriam obrigados a cantar sobre seus sentimentos. Myers afirmou que sua principal contribuição para o episódio foi lembrar a equipe criativa que o público esperaria que um musical de Star Trek fosse bobo, mas ele também queria fazer as pessoas chorarem e que fosse a história tivesse drama verdadeiro entre os personagens.
"Subspace Rhapsody" foi escrito por Wolkoff e pela roteirista Dana Horgan, tendo sido a primeira produção oficial da franquia Star Trek no formato de musical. A intenção da equipe criativa era se igualar em qualidade à "Once More, with Feeling", o episódio musical da série Buffy the Vampire Slayer, que Myers achou que era o melhor do tipo, descrevendo-o como "muito inteligente e profundo. Tem um grande coração". "Subspace Rhapsody" inclui uma piada sobre coelhos que é uma referência a "Once More, with Feeling". Diferentemente deste episódio, os roteiristas de Strange New Worlds não queriam eles mesmos escreverem as canções, assim contrataram os compositores Tom Polce e Kay Hanley da banda Letters to Cleo para essa função. Os roteiristas passaram o conceito inicial para os compositores, com as duas duplas fazendo um "vai e volta" enquanto desenvolviam as ideias. Myers disse que a equipe de Strange New Worlds estava tentando fazer o episódio parecer o máximo possível com um verdadeiro musical, enquanto os compositores estavam tentado fazê-lo parecer um verdadeiro episódio de Strange New Worlds. Ele achou que o resultado final foi um "excelente lugar no meio".
Um dos grandes momentos planejados para o episódio acontece entre Spock e Christine Chapel, que estão em um relacionamento romântico durante a temporada mas destinados a se separarem. Isto é lidado com duas canções em sequência em que Chapel canta sobre decidir deixar a Enterprise e Spock canta sobre o fim do relacionamento. O ator Ethan Peck, o intérprete de Spock, afirmou que esse momento poderia levar, pelo menos em parte, à versão menos emocional de Spock vista em Star Trek: The Original Series. Outro grande momento é quando Nyota Uhura canta sobre sua função na nave, solidificando seu desenvolvimento de personagem de uma cadete insegura para um membro permanente da tripulação principal. James T. Kirk durante este episódio também revela que está em um "relacionamento complicado" com uma mulher grávida chamada Carol. Esta é uma referência a Carol Marcus e seu filho David, vistos no filme Star Trek II: The Wrath of Khan. Os produtores de Strange New Worlds acharam que era uma boa oportunidade para explorar este estágio da vida amorosa de Kirk, também "fazendo as contas" para garantir que a linha do tempo batesse com a idade de David em The Wrath of Khan.

### Filmagens
"Subspace Rhapsody" foi dirigido por Dermott Downs, que antes tinha dirigido o episódio musical "Duet", da série The Flash. O diretor de fotografia Benji Bakshi, que tinha seu próprio passado musical como violoncelista, disse que discussões sobre a abordagem do episódio começaram durante suas entrevistas de emprego para a série. Downs começou a trabalhar no episódio duas semanas antes do período normal de preparação, o que lhe deu tempo adicional para planejar cada sequência musical junto com o coreógrafo Roberto Campanella. Os dois trabalharam com versões temporárias das canções durante o planejamento inicial. Downs queria que as diferentes histórias dos personagens e estilos das cações determinassem sua abordagem visual para cada sequência. Campanella leu o roteiro do episódio anterior a fim de compreender os personagens e recebeu dos roteiristas referências em vídeo para as danças. Ele incluiu uma referência ao musical West Side Story na canção final, quando dançarinos correm em direção da câmera, mas tirando isto evitou referências diretas na sua coreografia e em vez disso se focou em movimentos que parecessem naturais para os personagens.
As filmagens da temporada começaram em fevereiro de 2022 no CBS Stages Canada em Mississauga, Ontário. O elenco aprendeu suas canções e coreografias durante a produção de episódios anteriores e fins de semanas. A primeira temporada estreou pouco do fim da preparação de "Subspace Rhapsody", com a recepção positiva energizsndo o elenco enquanto aproximavam-se do fim de um longo cronograma de produção. Os diretores de cada episódio eram encorajados a criarem visuais e tons únicos com o objetivo de destacar a abordagem episódica. Downs se inspirou em outros musicais e quis filmar mais planos amplos do que outros episódios de Strange New Worlds, mostrando mais dos atores do que permitido por planos próximos. Ele ficou preocupado que "Subspace Rhapsody" poderia se tornar uma caricatura, mas achou que o elenco e a história central faziam a história pertencer ao universo de Star Trek. Os atores gravaram as canções antes das filmagens para que pudessem fazer sincronia labial. Myers afirmou que as filmagens do episódio não foram tão complicadas quanto esperado por causa dos meses de preparação. As filmagens da temporada terminaram em 1º de julho.

As atrizes Rebecca Romijn e Christina Chong suspensas por cabos durante as filmagens da sequência de "Keeping Secrets"

Kirk e Una Chin-Riley tem uma "Valsa dos Primeiros Oficiais" em sua canção "Connect to Your Truth", que Polce afirmou ser "nossa homenagem aos musicais da velha guarda". Esta cena aproveitou a experiência do ator Paul Wesley em dança de salão. Restrições de cenário forçaram uma sequência em gravidade zero entre Una e La'An Noonien-Singh ser reduzida em relação à visão inicial de Downs, que incluía movimentos inspirados no filme Wòhǔ Cánglóng que ele disse que "pode ter sido demais". As atrizes Rebecca Romijn e Christina Chong foram suspensas por cabos nessa cena. A sequência de dança na canção "I'm Ready" de Chapel originalmente teria apenas alguns dançarinos, mas isto foi expandido para quase vinte à pedido de Downs. Campanella os coreografou ao redor do bar da nave. Bakshi usou luzes piscantes e câmeras em movimento, bem como um plano aéreo "bastante intrincado" de Chapel e girando e fazendo um crowd surfing. Os klingons são vistos apenas na tela da ponte da Enterprise, limitando o quanto poderiam ser mostrados. A cadeira do capitão klingon foi feita de modo a se mover para trás para que criasse mais espaço.
Downs ficou preocupado sobre filmar "How Would That Feel", a grande canção emocional de La'An, nos cenários da Enterprise, principalmente dentro dos aposentos dela. Ele trabalhou com Chong para conseguir o máximo das diferentes partes do cenário e também das janelas, que davam vista para o lado de fora da nave e o espaço. Bakshi queria capturar uma "apresentação semelhante à de um útero" para a sequência. Campanella ficou animado em coreografar para Chong, mas achou que uma dança seria inapropriado depois de ouvir a música e letra de "How Would That Feel". Downs concebeu um momento durante a sequência em que La'An se imagina em um campo junto com Kirk, que seria filmado no estilo dos filmes do diretor Terrence Malick. O diretor de produção Chris Fisher acabou sugerindo uma sequência de imaginação diferente dentro do quarto de hotel que La'An e Kirk compartilham no episódio "Tomorrow and Tomorrow and Tomorrow", já que filmagens adicionais para esse episódio estavam ocorrendo por volta da mesma época da filmagem de "Subspace Rhapsody". Downs ficou relutante em fazer a alteração, mas no final acabou achando que a versão no hotel era mais "íntima, mágica e romântica".
O diretor, a partir de sua experiência em televisão episódica, esperava que o episódio fosse editado para uma duração de aproximadamente quarenta minutos. Entretanto, pouquíssimas coisas foram cortadas e assim ele ficou com uma duração "superdimensionada" de mais de uma hora. Downs creditou isto aos roteiristas e disse que eles estavam "comandando um bom navio". "Keeping Secrets" foi a única canção reduzida por questões de tempo. O editor John Wesley Whitton nunca tinha trabalhado em um musical antes. Ele quis evitar os cortes rápidos de alguns musicais modernos com o objetivo de se encaixar com o estilo mais grandioso e fantástico de Strange New Worlds, focando-se nos planos abertos que mostravam os cenários e as coreografias. Cada canção tem um estilo de edição diferente para se encaixar com os estilos musicais diferentes, algo ditado pela música e pelo estilo de direção de Downs durante as filmagens, em vez de ser por conta de mudanças intencionais de estilo na edição de Whitton.

### Música
Polce escreveu as melodias e Hanley as letras. Polce foi para Toronto antes de começar os trabalhos para gravar o elenco cantando para que assim os compositores soubessem as amplitudes vocais de cada um. Romijn, Chong e Celia Rose Gooding já eram cantoras estabelecidas, mas os produtores ficaram surpresos ao descobrirem como o elenco inteiro cantava bem, incluindo Peck, que não estava confiante que conseguia cantar bem. O ator Anson Mount também estava inseguro sobre cantar. Downs o encorajou a se focar na performance, sugerindo que ele se inspirasse na versão em recitação de William Shatner da canção "Rocket Man" na cerimônia do Prêmio Saturno de 1978. Gooding ficou animada para poder usar sua experiência em teatro musical, enquanto Chong há muito pedia um episódio musical e creditou sua "insistência persistente" por ele ter sido produzido. Aulas de vocal foram disponibilizadas por até dois meses para os atores que precisavam, com eles também recebendo a opção de regravarem seus vocais caso não estivessem satisfeitos.
Os roteiristas explicaram o que precisavam que fosse revelado sobre os personagens em cada canção e então falaram para Polce e Hanley se divertirem sobre como fariam. "Status Report", a canção de abertura, é aquela que possui a maior quantidade de "baboseiras técnicas" e precisou de uma grande colaboração com os roteiristas. Horgan a comparou com os números de abertura dos musicais Into the Woods e Newsies. "Connect to Your Truth", cantada por Una e Kirk, é uma homenagem às canções de Gilbert e Sullivan. O amor de Una por Gilbert e Sullivan foi anteriormente estabelecido no episódio "Q&A" de Short Treks. Hanley achou que "Connect to Your Truth" funcionava apenas por causa das "habilidades vocais e cômicas" de Romijn ao cantar uma canção no estilo de Gilbert e Sullivan. Para "How Would That Feel", em que La'An canta sobre seus sentimentos secretos por Kirk, o roteiristas se inspiraram em "Defying Gravity" e "On My Own" dos musicais Wicked e Les Misérables, respectivamente.
"I'm Ready" de Chapel foi escrita com uma melodia simples para se encaixar na amplitude vocal mais limitada da atriz Jess Bush. Wolkoff descreveu "I'm Ready" como uma "canção de libertação" similar a "I Got Life" do musical Hair. Ela inclui uma pausa para dança que Polce adicionou depois de assistir ao filme Grease. Ele deu à "I'm Ready" e "I'm the X", a canção de Spock, a mesma melodia mas tons diferentes, deixando-a "uma canção de pura alegria para Chapel [e] uma canção de lamento para Spock". Hanley, ao abordar uma canção de término para o lógico Spock, disse que o momento chave foi decidir usar uma metáfora matemática em que Spock canta sobre buscar por uma variável y e ele ser a variável x em uma equação emocional. Para "Keep Us Connected", a canção de Uhura sobre sua perda e papel na Enterprise, Hanley comentou que teve uma experiência extracorporal e pela primeira vez em sua carreira chorou ao escrevê-la. Os roteiristas deram os detalhes sobre o passado de Uhura, como a morte de seus pais, que inspirou a canção. Hanley achou que "We Are One", a canção final, foi desafiadora porque precisava fazer todos os personagens cantarem sobre seu papel no nave. Esta canção inclui um interlúdio com os klingons, originalmente escrito para ser no estilo de ópera. Hanley sugeriu que em vez disso eles cantassem no estilo de uma boy band de K-pop, algo que os produtores gostaram. As duas versões da cena foram filmadas; os produtores gostaram da versão em ópera, que alinhava-se com o histórico dos klingons na franquia, mas acharam que a versão em K-pop fez todos rirem e iria surpreender o público. O estilo também diferenciava o momento dos outros estilos musicais do episódio.
Myers contou sobre o episódio musical ao compositor Jeff Russo, que tinha composto o tema principal de abertura de Strange New Worlds, com seu primeiro pensamento sendo criar uma versão a cappella do tema. Ele acabou arranjando uma nova versão que combina vocais no estilo a cappella com uma orquestra. Russo afirmou que foi "tão incrível fazer" essa versão. Um arranjo do tema original de Star Trek, composto por Alexander Courage, é ouvido ao final do episódio quando a fissura subespacial é destruída.
Um álbum de trilha sonora do episódio foi lançado digitalmente pela Lakeshore Records em 4 de agosto de 2023. Ele contém todas as canções originais, o novo arranjo do tema principal de Russo e também um medley orquestral de algumas das canções que é tocado durante os créditos finais. O álbum tornou-se o álbum e o álbum de trilha sonora mais vendido na iTunes em três dias, com várias de suas canções entrando na tabela das 25 mais vendidas da plataforma: "Status Report" (13ª), "I'm Ready" (19ª), "Keep Us Connected" (20ª), "How Would That Feel" (22ª) e "I'm The X" (23ª). O álbum estreou em décimo quarto lugar na tabela de trilhas sonora da Billboard duas semanas depois. Foi lançado em vinil Lakeshore Records em 7 de junho de 2024. A capa do álbum tanto digital quanto em vinil é baseada no pôster promocional do episódio.
| Star Trek: Strange New Worlds Season 2 - Subspace Rhapsody (Original Series Soundtrack) |                                                                       | |         |  |
| N.º                                                                                     | Título                                                                | Vocais | Duração |  |
| 1.                                                                                      | "Star Trek Strange New Worlds Main Title (Subspace Rhapsody Version)" | | 1:51    |  |
| 2.                                                                                      | "Status Report"                                                       | Anson Mount, Jess Bush, Christina Chong, Rebecca Romijn, Ethan Peck, Melissa Navia, Celia Rose Gooding, Babs Olusanmokun, Paul Wesley & Carol Kane                | 2:56    |  |
| 3.                                                                                      | "Connect to Your Truth"                                               | Rebecca Romijn & Paul Wesley | 1:51    |  |
| 4.                                                                                      | "How Would That Feel"                                                 | Christina Chong | 4:25    |  |
| 5.                                                                                      | "Private Conversation"                                                | Anson Mount & Melanie Scrofano | 1:29    |  |
| 6.                                                                                      | "Keeping Secrets"                                                     | Rebecca Romijn | 4:11    |  |
| 7.                                                                                      | "I'm Ready"                                                           | Jess Bush, Celia Rose Gooding, Melissa Navia & Dan Jeannotte | 2:37    |  |
| 8.                                                                                      | "I'm the X"                                                           | Ethan Peck | 2:25    |  |
| 9.                                                                                      | "Keep Us Connected"                                                   | Celia Rose Gooding | 4:30    |  |
| 10.                                                                                     | "We Are One"                                                          | Anson Mount, Jess Bush, Christina Chong, Rebecca Romijn, Ethan Peck, Melissa Navia, Celia Rose Gooding, Babs Olusanmokun, Dan Jeannotte, Paul Wesley & Carol Kane | 4:17    |  |
| 11.                                                                                     | "Subspace Rhapsody End Credit Medley"                                 | | 1:38    |  |
| Duração total:                                                                          | Duração total:                                                        | Duração total: | 32:13   |  |

## Repercussão

### Transmissão
"Subspace Rhapsody" foi anunciado em 22 de julho de 2023 durante um painel de Strange New Worlds na San Diego Comic-Con. Ele estava originalmente programado para ser lançado na Paramount+ em 10 de agosto de 2023. Entretanto, o sétimo episódio, "Those Old Scientists", foi disponibilizado antecipadamente logo depois de ter sido exibido no mesmo painel da San Diego Comic-Con, assim todos os episódios seguintes foram adiantados. Consequentemente, "Subspace Rhapsody" foi exibido em 3 de agosto. O episódio foi lançado em mídia caseira em 5 de dezembro como parte do Blu-ray da segunda temporada de Strange New Worlds. Uma exibição "cante junto" de "Subspace Rhapsody" ocorreu em março de 2024 na WonderCon, seguida por um painel de discussão com Polce e Hanley. Outra exibição do tipo foi promovida pela IGN em junho.
Segundo a empresa de rastreamento de dados de audiência Whip Media, Strange New Worlds foi a série de televisão original de streaming mais assistida nos Estados Unidos durante a semana que terminou em 6 de agosto de 2023. Isto foi uma melhora em relação ao terceiro lugar alcançado na semana anterior. A Nielsen Media Research estimou que Strange New Worlds foi a sétima série de televisão original de streaming mais assistida na mesma semana com 362 milhões de minutos assistidos.

### Crítica
"Subspace Rhapsody" foi muito bem recebido pela crítica. Gooding recebeu uma menção honrosa como "Intérprete da Semana" pela TVLine por sua performance neste episódio, especialmente por seus "vocais poderosos", também afirmando que ela "expressou sentimentos conflitantes de determinação e insegurança em um número impressionante que provavelmente ficarem repetindo no futuro próximo". "Subspace Rhapsody" foi nomeado o sétimo melhor episódio de televisão do ano pela Salon e um dos dezenove melhores episódios do ano pela TV Insider. Downs, Horgan e Wolkoff foram indicados ao Prêmio Hugo de Melhor Apresentação Dramática, Forma Curta pelo episódio.
Wilson Chapman da IndieWire elogiou "Subspace Rhapsody" como o melhor episódio musical desde "Once More, with Feeling", especialmente porque, como o este episódio, usou suas canções como um modo de revelar as verdades internas dos personagens e progredir eficientemente todos os arcos e subenredos da temporada. James Whitbrook da Gizmodo o considerou um "triunfo glorioso", afirmando que era tanto um bom musical quanto um bom episódio de Star Trek. Ele disse que a equipe criativa foi ousada ao resolver os principais arcos de personagem da temporada naquilo que poderia ser considerado um episódio bobo, sendo ainda mais ousados por não dar finais felizes para esses subenredos. Sophie Brookover da Vulture afirmou que os roteiristas "não precisavam ter se esforçado tanto" para criarem um musical que também tivesse uma "trama elegante" de arcos de personagem e tópicos temáticos. Rob Owen do Pittsburgh Tribune-Review escreveu que Strange New Worlds era a escolha ideal dentre as séries modernas de Star Trek para fazer um episódio musical por conta de sua flexibilidade e conexões já estabelecidas entre a tripulação. Graeme Virtue do The Guardian chamou o episódio de "um pouco cafona [e] muito autoindulgente... mas também é sincero de acordo com a perspectiva otimista fora de moda do programa". Lacy Baugher da Den of Geek também disse que "Subspace Rhapsody" era "bob, sincero e talvez o mais divertido que esse programa jamais foi" e elogiou a equipe criativa por usar o formato de musical para explorar os arcos dos personagens na temporada. Ashley Lee e Robert Lloyd discutiram o episódio no Los Angeles Times. Lloyd achou que um episódio musical se encaixava nas sensibilidades da série e não era tão sem sentido quanto outros episódios de Star Trek, além de ser apropriado para uma temporada com vários subenredos de romance. Já Lee elogiou o trabalho de Polce e Hanley e gostou da força dos romances e subenredos, especialmente a história de La'An e sua canção "How Would That Feel".
Keith R. A. DeCandido da Reactor elogiou o episódio, chamando-o de "obra-prima" e gostando como a estrutura geral seguiu musicais tradicionais. Ele achou que a cantoria foi espalhada pelo elenco de forma sensata, baseada em talento, com Gooding tendo a melhor voz seguida por Peck e Chong. Whitbrook achou que as canções foram "uma mistura eclética de cantigas cativantes, no total, oito sucessos notáveis que são, em geral, excelentes". Brookover disse que as canções eram "encantadoras, frequentemente emocionantes e bastante pegajosas", também reconhecendo que Polce e Hanley tinha escrito de acordo com a habilidade de cada membro do elenco. Ela também comentou que "todos neste elenco conseguem cantar, e mesmo aqueles com dons vocais modestos se inocentam bem", destacando especialmente Gooding, Chong e Romijn. Owen escreveu que as canções não tiveram o mesmo "peso emocional ou letras/melodias memoráveis" do que aquelas escritas para a terceira temporada de Only Murders in the Building, mas achou que "How Would That Feel" e "Keep Us Connected" poderiam se tornar sucessos para alguns e também destacou Chong e Gooding como tendo as melhores vozes do elenco. Baugher afirmou que a qualidade das canções foi "aproximadamente o que você esperaria" de um musical de Star Trek, salientando "Keep Us Connected", "How Would That Feel" e "I'm Ready" como as melhores. Chapman destacou o uso das terminologias de Star Trek nas letras, dizendo que as habilidades do elenco iam desde "tentando o melhor" (Mount) para "legitimamente excelente" (Gooding). Tanto Teresa Jusino da The Mary Sue e Rachel Hulshult Screen Rant consideraram "Keep Us Connected" como a melhor canção do episódio, com Jusino também destacando o tema principal da série cantado em a capella. Brookover e Lee também destacaram o novo arranjo do tema em suas resenhas, com a primeira chamando-o de "um verdadeiro presente para grupos universitários a cappella em todos os lugares". DeCandido destacou o interlúdio klingon na canção final como "um dos melhores momentos em um episódio cheio deles", enquanto Scott Snowden da Space.com o elogiou como "genial".
Snowden afirmou que "Subspace Rhapsody" talvez fosse "o melhor episódio Star Trek já feito", mas achou que seu impacto foi diminuído pelos tons muito diferentes dos episódios anteriores da temporada e uma sensação de que os arcos de seus personagens estavam sendo acelerados. Ele também comentou que gostaria que os estilos das canções tivessem sido mais variados. DeCandido também falou que o público talvez sentissem uma mudança de tom abrupta em relação ao bastante sombrio episódio anterior. Lloyd achou estranho que a realidade musical foi criada pela canção clássica "Anything Goes", mas a maioria das canções originais eram de um estilo mais moderno. Witney Seibold da /Film também achou que as canções não chegavam no nível da promessa de "Anything Goes" e as descreveu como "baladas pop farinhentas e esquecíveis". Ele achou que o episódio não foi tão eficaz como um episódio musical quanto seria para uma série diferente de Star Trek porque parecia "frustrantemente natural" para Strange New Worlds, que é geralmente uma série aberta e leve, e também porque a história carecia de ameaça ou perigo. Darren Mooney da The Escapist também achou que não existia perigo ou ritmo, criticando o foco em relacionamentos que o público sabe que não irão progredir por causa dos papéis posteriores dos personagens na linha do tempo de Star Trek.